# Мајдуски језици
Мајдуски језици су породица језика којима је на територији америчке државе Калифорније пре доласка Англоамериканаца говорио део северноамеричких староседелаца („Индијанаца”). Ова породица језика припада хипотетичком пенутијском филуму.
Сви мајдуски језици су или изумрли или озбиљно угрожени од изумирања.

## Класификација
Мајдуска породица се састоји од 4 језика:
- Мајдуски језик † (или планинскомајдуски, североисточномајдуски)
- Чикојски језик † (или долинскомајдуски)
- Којумкавски језик (или конковски, северозападномајдуски)
- Нисенански језик † (или јужномајдуски)

Ови језици имају врло сличан фонолошки систем, али постоје значајне разлике у граматици. Језици нису међусобно разумљиви, упркос чињеници да су у већини радова сви изворни говорници ових језика наведени као Мајдуи. Чикојски дијалекти су недовољно проучени и њихов тачан однос према другим језицима породице је тешко утврдити, јер је чикојски изумро. Могуће је и да није био посебан четврти језик, већ само група дијалеката којумкавског. Остали језици ове породице су крајем 20. века били на на ивици изумирања: североисточномајдуским говориле су само 1-2 особе, којумкавским 3-6 људи, а нисенанским само 1 особа.
Три од четрири језика су до 2000. изумрли, једино је још којумкавски био у употреби 2007 године, када је имао три старија говорника..